# Deltochilum tumidum
Deltochilum tumidum là một loài bọ cánh cứng trong họ Bọ hung (Scarabaeidae).